# أولاد امعلة (مشرع العين)
أولاد امعلة هو دُوَّار يقع بجماعة مشرع العين، إقليم تارودانت، جهة سوس ماسة في المملكة المغربية. ينتمي الدوّار لمشيخة مشرع العين التي تضم 9 دواوير. يقدر عدد سكانه بـ 812 نسمة حسب الإحصاء الرسمي للسكان والسكنى لسنة 2004.

## روابط خارجية
- البوابة الوطنية للجماعات الترابية
- المندوبية السامية للتخطيط